# Rdza jodły i goździkowatych

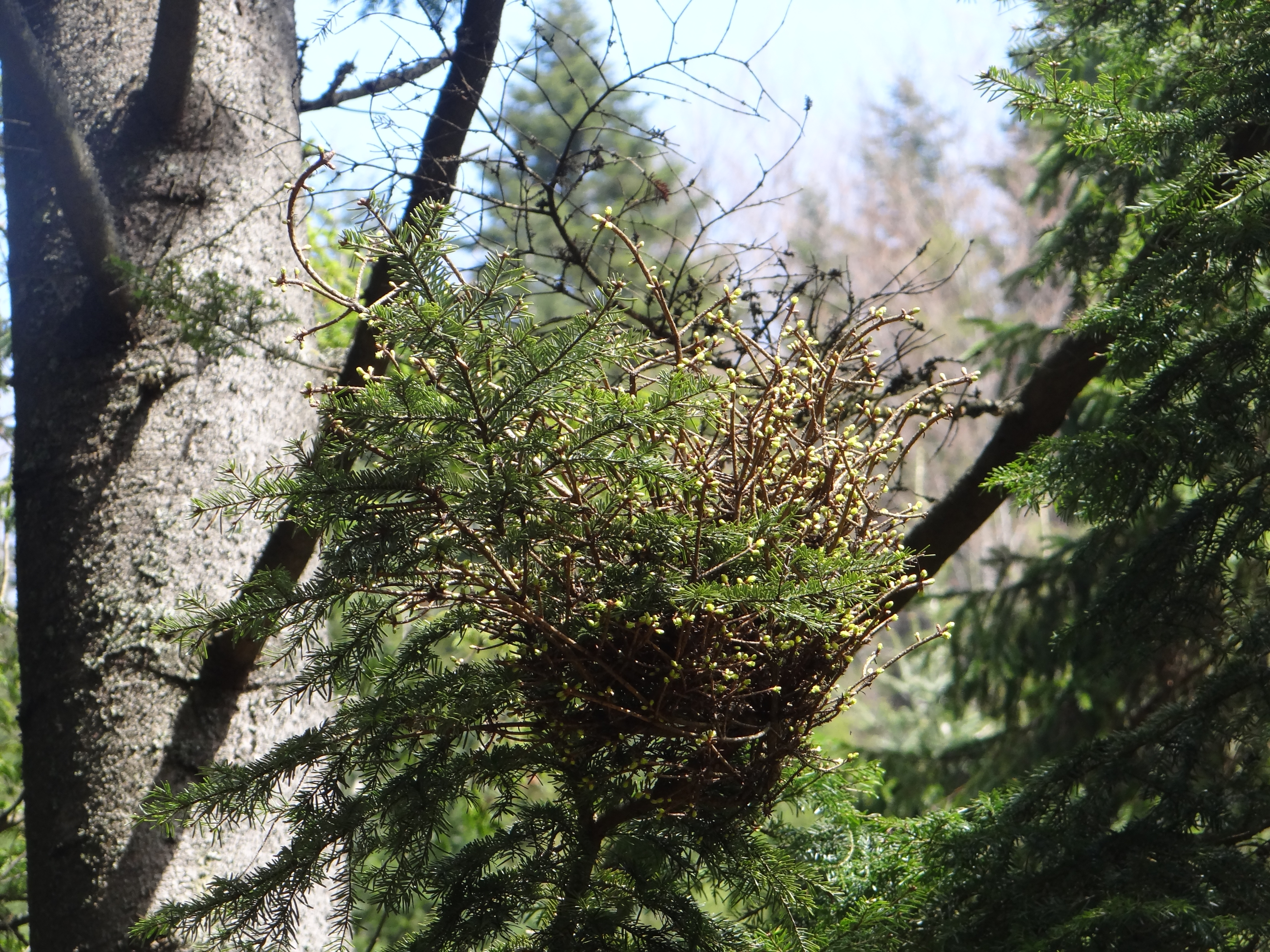
Wywołana przez Melampsorella caryophhyllacearum czarcia miotła na jodle

Rdza jodły i goździkowatych – grzybowa choroba jodły (Abies) i roślin z rodziny goździkowatych (Caryophyllaceae) wywołana przez Melampsorella caryophyllacearum. Należy do grupy chorób zwanych rdzami. Jest to najgroźniejsza choroba jodeł. Powoduje powstanie na nich tzw. czarcich mioteł i zrakowaceń.

## Występowanie i szkodliwość
Patogen wywołujący chorobę występuje na całej półkuli północnej, a także w Ameryce Południowej. W Polsce jest szczególnie częsty na Podkarpaciu. Atakuje jodły w każdym wieku. Powoduje zmniejszenie wartości użytkowej drzewa, ponadto porażone jodły łatwo zostają powalone przez wiatr i łatwo ulegają zakażeniu przez grzyby wywołujące białą zgniliznę drewna: czyrenia jodłowego (Phellinus hartigii i łuskwiaka tłustawego (Pholiota adiposa).
Choroba wyrządza większe szkody gospodarcze tylko w zaniedbanych drzewostanach jodłowych, w których nie prowadzi się prawidłowych prac pielęgnacyjnych.

## Objawy
Pierwsze objawy choroby pojawiają się po około 4 miesiącach od infekcji. Są to nienaturalne zgrubienia młodych, tegorocznych pędów. Rozwijająca się w tym miejscu grzybnia patogenu wywołuje w pędach jodły geotropizm ujemny; pędy zamiast poziomo, rosną pionowo, a powstające na nich igły są nienaturalne: krótkie, na przekroju poprzecznym okrągłe, jasnozielone, i podobnie jak pędy nie rosną poziomo, lecz pionowo. W następnych latach pędy rozgałęziają się, a powstałe rozgałęzienia znów rosną pionowo. Wskutek tego po kilku latach powstaje tzw. czarcia miotła. Na jednym drzewie może być ich więcej, obserwowano przypadki, gdy było ich kilkadziesiąt. Przed zimą igły z czarcich mioteł opadają, wskutek czego zimą są one nagie i dobrze widoczne. Wiosną igły rozwijają się na nich o 3-6 tygodni wcześniej, niż młode igły normalnych pędów.
Czarcie miotły żyją około 20 lat i nie są jedynym objawem choroby. Gdy infekcja nastąpi blisko pnia jodły, choroba rozprzestrzenia się na pień, powodując powstanie w tym miejscu zrakowacenia o spękanej korze. Zrakowacenie czasami osiąga wielkie rozmiary, może mieć również postać otwartej rany.

## Epidemiologia
Melampsorella caryophyllacearum to pasożyt mający dwóch żywicieli: jodły (Abies) i rośliny z rodziny goździkowatych (Caryophyllaceae). Na jodłach powstają spermogonia i ecja, na roślinach goździkowatych uredinia i telia. U obydwu żywicieli powoduje infekcję systemiczną i trwałą.
Pod koniec maja sporydia patogenu infekują tegoroczne pędy jodły. Okres inkubacji trwa około 4 miesięcy. Początkowo w miejscu infekcji na pędzie pojawia się nabrzmienie. Dopiero w następnym roku w miejscu tym tworzy się czarcia miotła, a w lecie w jej igłach powstają spermogonia i ecja. Igły silnie przerośnięte są grzybnią patogenu. Może ona zimować w nich przez kilkadziesiąt lat, co roku produkując ecjospory. Zakażają one liście i pędy drugiego żywiciela, którym są rośliny goździkowate. Powstają na nich zarodniki innego typu – urediniospory, a później teliospory. Na wieloletnich roślinach goździkowatych  grzybnia może również zimować, i w następnym roku znów wytwarzać urediniospory. Teliospory zimują na roślinach goździkowatych, a wiosną kiełkują w podstawki, na których powstają sporydia.

## Ochrona
Rozwojowi choroby sprzyja wilgotna pogoda i warunki terenowe - podmokły teren i liczne cieki przecinające uprawy jodeł. Zapobiega się chorobie lub ogranicza jej rozmiar przez staranne usuwanie z lasu drzew o rakowatych pniach. Zaleca się obcinanie gałęzi z czarcimi miotłami, zwłaszcza, gdy występują one blisko pnia. Powinno się to wykonać przed końcem maja, czyli przed okresem uwalniania się z czarcich mioteł wytwarzanych przez patogena ecjospor.